# Буххольтерберг
Буххольтерберг (нем. Buchholterberg) — коммуна в Швейцарии, в кантоне Берн.
Входит в состав округа Тун. Население составляет 1493 человека (на 31 декабря 2006 года). Официальный код — 0923.